# ヤツガタケタンポポ
ヤツガタケタンポポ（八ヶ岳蒲公英、学名: Taraxacum yatsugatakense）はキク科タンポポ属の多年草である。

## 分布
本州の八ヶ岳及び南アルプスの高山に分布する。

## 特徴
高さ10-25cmほどで、花期は8月。総苞外片の長さが内片の半分以下で、小角突起がない点で他のタンポポと区別できるが、一目見て分かるほどの違いではないため、見分けるのは難しい。